# HMAS Quickmatch (G92)
HMAS Quickmatch (G92/D21/D292/F04) là một tàu khu trục lớp Q phục vụ cùng Hải quân Hoàng gia Australia. Cho dù được chế tạo như một phần của Chương trình Khẩn cấp Chiến tranh cho Hải quân Hoàng gia Anh, và là tài sản của Anh Quốc cho đến năm 1950, Quickmatch là một trong số hai tàu khu trục lớp Q được biên chế cùng Hải quân Australia trong Chiến tranh Thế giới thứ hai; và đã hoạt động cùng Hạm đội Đông và Hạm đội Thái Bình Dương trong chiến tranh. Nó được cải biến thành một tàu frigate chống tàu ngầm và hoạt động tại Malaya trong giai đoạn Tình trạng Khẩn cấp Malaya năm 1957 trước khi ngừng hoạt động năm 1963 và bị tháo dỡ năm 1972.

## Thiết kế và chế tạo
Quickmatch là một trong số tám tàu khu trục lớp Q được chế tạo như Chi hạm đội Khẩn cấp 3 trong Chương trình Khẩn cấp Chiến tranh. Các con tàu này có trọng lượng choán nước tiêu chuẩn 1.692 tấn Anh (1.719 t), và lên đến 2.411 tấn Anh (2.450 t) khi đầy tải. Nó có chiều dài chung 358 foot 3 inch (109,19 m) và chiều dài ở mực nước là 339 foot 6 inch (103,48 m); mạn thuyền rộng 35 foot 9 inch (10,90 m). Động lực được cung cấp bởi hai nồi hơi Admiralty ba nồi gắn liền với hai turbine hơi nước Parsons, cung cấp một công suất 40.000 shp (30.000 kW) để dẫn động hai trục chân vịt. Quickmatch có khả năng đạt tốc độ 36 hải lý trên giờ (67 km/h; 41 mph); thủy thủ đoàn của con tàu bao gồm 220 sĩ quan và thủy thủ.
Dàn vũ khí chính của Quickmatch bao gồm bốn khẩu pháo QF 4,7 in (120 mm) Mark XI** trên các bệ nòng đơn. Chúng được bổ sung bởi một khẩu đội QF 2 pounder Mk.VIII “pom-pom” phòng không bốn nòng và sáu khẩu Oerlikon 20 mm nòng đơn phòng không và hai dàn ống phóng ngư lôi bốn nòng dành cho ngư lôi 21 inch (530 mm) Mk. IX. Con tàu còn có bốn máy phóng mìn sâu, và mang theo cho đến 70 quả mìn.
Quickmatch được đặt lườn tại xưởng tàu của hãng J. Samuel White and Company ở Cowes thuộc đảo Wight vào ngày 6 tháng 2 năm 1941. Nó được hạ thủy vào ngày 11 tháng 4 năm 1942, được đỡ đầu bởi phu nhân phó chủ tịch xưởng tàu; và được nhập biên chế cùng Hải quân Hoàng gia Australia vào ngày 14 tháng 9 năm 1942. Cho dù nhập biên chế như một tàu chiến Hải quân Australia, nó vẫn thuộc quyền sở hữu của Hải quân Anh cho đến đầu thập niên 1950, khi nó được tặng cho Australia như một món quà.

## Lịch sử hoạt động

### Thế Chiến II
Từ tháng 10 năm 1942, Quickmatch hoạt động như một tàu hộ tống vận tải, thoạt tiên tại vùng biển Anh rồi tại Nam Đại Tây Dương, và sau đó tại Ấn Độ Dương. Đang khi ở Ấn Độ Dương, nó được phân về một lực lượng chuyên hộ tống các đoàn tàu đi lại giữa vịnh Aden và Ấn Độ. Vào tháng 5 năm 1944, nó gia nhập Hạm đội Đông, và không lâu sau đó nó tham gia lực lượng hộ tống các tàu sân bay trong Chiến dịch Transom, cuộc không kích lên căn cứ Surabaya tại Đông Ấn thuộc Hà Lan còn do phía Nhật Bản kiểm soát. Nhiệm vụ này được lặp lại vào tháng 6 trong một cuộc không kích xuống quần đảo Andaman.
Vào tháng 10, Quickmatch đi đến Australia cho một đợt tái trang bị, rồi ở lại vùng biển Australia cho đến tháng 3 năm 1945, khi nó được điều về Hạm đội Thái Bình Dương. Trong thành phần lực lượng này, nó tham gia các hoạt động hỗ trợ cho việc Hoa Kỳ chiếm đóng Okinawa và tấn công lên chính quốc Nhật Bản. Quickmatch được tặng thưởng sáu Vinh dự Chiến trận cho các hoạt động trong Thế Chiến II.

### Sau chiến tranh
Trong những năm tiếp theo, Quickmatch nhiều lần được bố trí đến vùng biển Nhật Bản và Triều Tiên, xen kẻ với thời gian hoạt động tại vùng biển lân cận Australia. Vào ngày 15 tháng 5 năm 1950, nó trải qua một đợt tái trang bị lớn, được cải biến thành một tàu frigate nhanh chống tàu ngầm tại Xưởng hải quân Williamstown ở Williamstown, Victoria. Nó nhập biên chế trở lại vào ngày 23 tháng 9 năm 1955, và tham gia các hoạt động thường xuyên để hỗ trợ cho Malaya trong thời kỳ khẩn cấp; được tặng thưởng Vinh dự Chiến trận thứ bảy cho các hoạt động tại đây. Nó được đưa về lực lượng dự bị tại Williamstown vào ngày 26 tháng 4 năm 1963, và sau đó phục vụ như một tàu tiện nghi, cho đến khi được bán cho hãng Fujita Salvage Company Limited tại Osaka, Nhật Bản vào ngày 15 tháng 2 năm 1972 để tháo dỡ. Con tàu được kéo rời khỏi Melbourne để đi Nhật Bản vào ngày 6 tháng 7 năm 1972.